# Henri Milne-Edwards
Henri Milne Edwards o Milne-Edwards (Brujas, 23 de octubre de 1800 - París, 29 de julio de 1885) fue un zoólogo francés. Padre del también zoólogo Alphonse Milne Edwards.

## Obra
Milne-Edwards fue el líder de la escuela de la "zoología fisiológica", que dominó la Historia natural francesa durante mucho tiempo, tras el vacío dejado por la muerte de Georges Cuvier y Étienne Geoffroy Saint-Hilaire. Milne-Edwards defendió el estudio de los animales en su ambiente natural, oponiéndose a la tradición dominante, basada en el estudio anatómico de los animales disecados.
Gran admirador de Cuvier, Milne-Edwards concedía una absoluta prioridad a la función sobre la forma animal, esforzándose por encontrar las leyes rectoras de la adaptación biológica:
- Según la ley de la economía o de la unidad del tipo la naturaleza tiende a reutilizar los mismos órganos o estructuras para funciones diferentes[1]
- La ley de la división del trabajo (1827, 1834), influida por la teoría económica de Adam Smith, parte de la analogía entre el organismo y la fábrica y entre los órganos que lo componen y los obreros que trabajan en ella. Al igual que una fábrica es más productiva cuanto más especializados estén sus trabajadores, Milne-Edwards postula que cuanto más complejo sea el animal, más diferenciados se hallarán sus órganos.

## Abreviatura (zoología)
La abreviatura Milne-Edwards  se emplea para indicar a Henri Milne-Edwards como autoridad en la descripción y taxonomía en zoología.